# Frits Portheine
Frederik (Frits) Portheine ('s-Gravenhage, 29 januari 1923 - Leiden, 17 april 1990) was een Nederlands politicus. Namens de Volkspartij voor Vrijheid en Democratie was hij onder meer wethouder van Leiden en lid van de Tweede Kamer.
Portheine was een hoffelijke Leidse liberale afgevaardigde. Hij was de zoon van een arts en kleinzoon van de liberale voorman Rink. Hij begon zijn loopbaan bij de Koninklijke Nederlandse Middenstandsbond en was raadslid in Leiden. Als Kamerlid was hij een gedegen financieel-economisch specialist en secretaris van de VVD-fractie. Portheine vormde in die beide hoedanigheden een vast koppel met Theo Joekes. Hij was ondervoorzitter van de Tweede Kamer en daarnaast voorzitter van de vaste commissie voor het midden- en kleinbedrijf.
- Biografisch Portaal: 30267027
- Parlement.com: vg09ll4yujzr